# NGC 1502
NGC 1502 је расејано звездано јато у сазвежђу Жирафа које се налази на NGC листи објеката дубоког неба.
Деклинација објекта је + 62° 19' 54" а ректасцензија 4h 7m 49,2s. Привидна величина (магнитуда) објекта NGC 1502 износи 6,9. NGC 1502 је још познат и под ознакама OCL 383.